# Władysław Toruń
Władysław Toruń, właśc. Toroń (ur. 7 lipca 1889 w Nowym Sączu, zm. 9 sierpnia 1924 w Warszawie) – inżynier, podpułkownik obserwator Wojska Polskiego, kawaler Orderu Virtuti Militari.

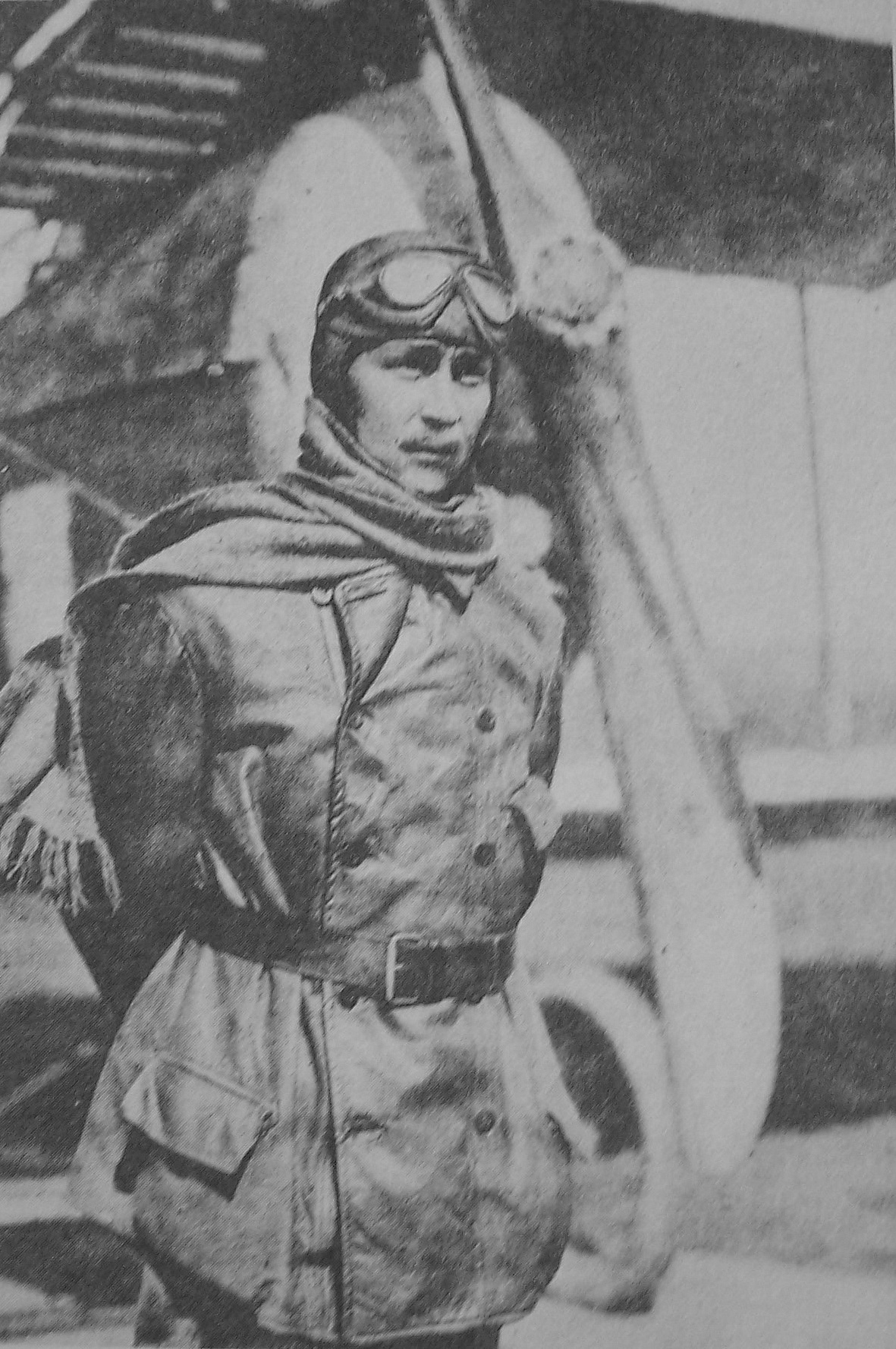
Władysław Toruń, por. pilot-obs., inż.

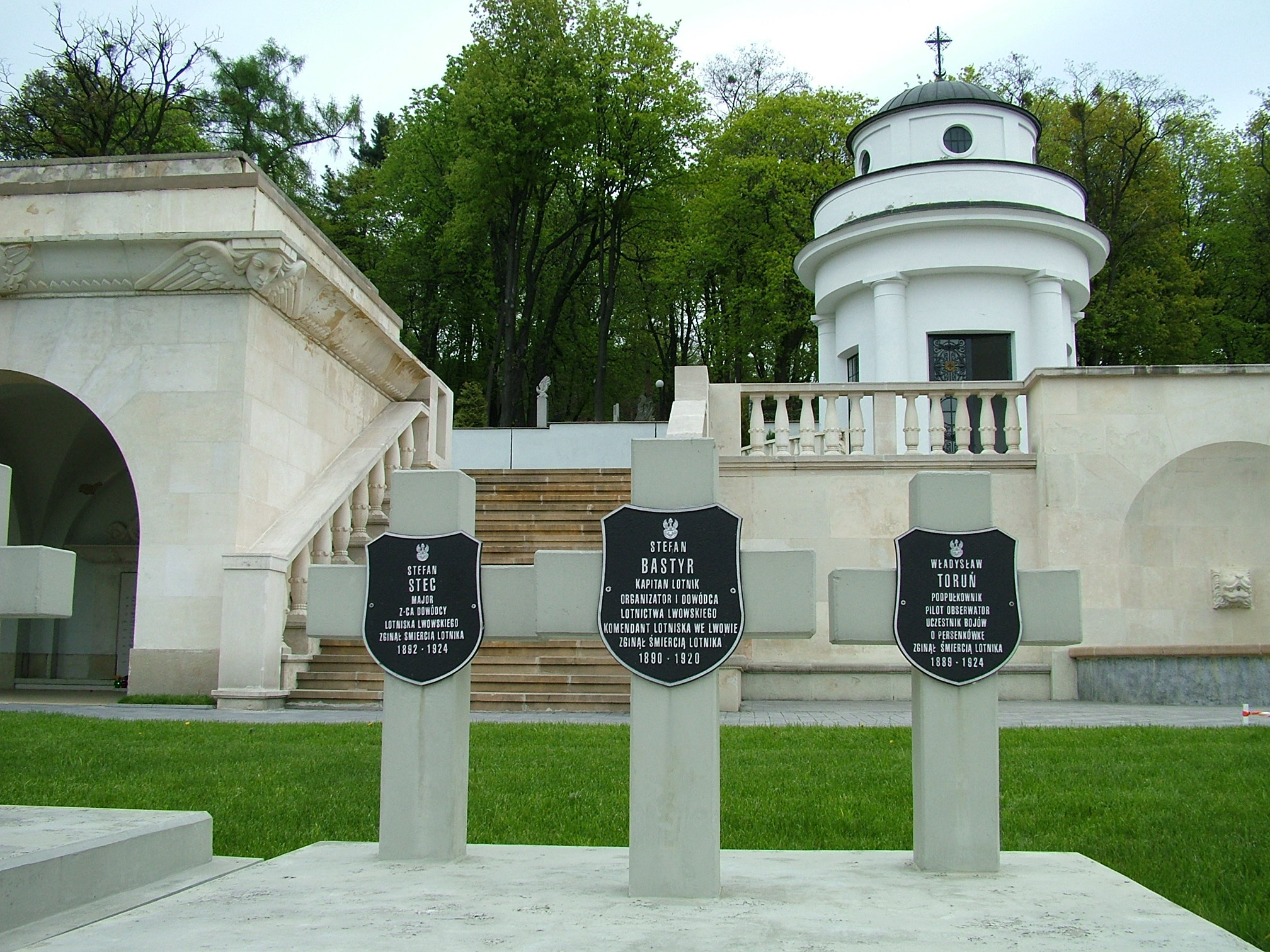
Symboliczny grób polskich lotników na Cmentarzu Obrońców Lwowa

## Życiorys
Władysław Toruń urodził się 7 lipca 1889 w Nowym Sączu. Był synem Wojciecha (1863-1934, urzędnik kolejowy) i Katarzyny z domu Nazimek (1861-1939) oraz bratem Leopolda (1887–1955, podpułkownik inżynier Wojska Polskiego) i Stanisława (ur. 1891, podpułkownik dyplomowany piechoty). Miał także siostry.
Uczył się w C. K. II Szkole Realnej we Lwowie, gdzie w 1909 ukończył VII klasę i zdał z odznaczeniem egzamin dojrzałości (w jego klasie był Aleksander Zborzyl). Podjął studia na Politechnice Lwowskiej. Od 17 października 1911 służył w cesarskiej i królewskiej Marynarce Wojennej. Uczył się w szkole jednorocznych ochotników i odbył praktykę na krążowniku pancernym „Sankt Georg”. W 1912 podczas I wojny bałkańskiej przez sześć miesięcy pływał na okręcie „Gea”. Ukończył następnie studia, działał przy tym (od 1909) w niepodległościowym Związku Strzeleckiego i Związku Awiatycznym studentów.
Po wybuchu I wojny światowej powołany do marynarki austro-węgierskiej, od grudnia 1914 służył w artylerii fortecznej, a od marca 1915 w fortyfikacjach bazy Pola i batalionie piechoty morskiej. Od sierpnia 1916 skierowany na kurs obserwatorów lotniczych do Szybeniku, służył następnie w lotnictwie marynarki wojennej (Marine Seefliegerkorps). Latał nad Morzem Adriatyckim w lotach rozpoznawczych, na wykrywanie okrętów podwodnych i min oraz eskortując konwoje, głównie na łodziach latających typów Hansa-Brandenburg K i Lohner R. Został mianowany chorążym w batalionie morskim z dniem 1 kwietnia 1917. Do października 1918 spędził w powietrzu ok. 1000 godzin, 1 stycznia 1918 awansował na podporucznika w rezerwie marynarki (Leutnant i.d.Res.).
Korzystając z upadku Austro-Węgier, w październiku 1918, przebywając na urlopie we Lwowie, wstąpił do nowo formowanych polskich oddziałów w stopniu porucznika, po czym wziął udział w walkach o Lwów z Ukraińcami podczas wojny polsko-ukraińskiej. Wraz z lotnikami Stefanem Bastyrem i Januszem de Beaurain oraz lwowskimi studentami i robotnikami opanował 2 listopada 1918 lotnisko Lewandówka we Lwowie. Wziął udział w drugim locie bojowym polskiego samolotu 5 listopada 1918, z por. Bastyrem. W ciągu następnych tygodni brał udział w walkach o Lwów w składzie nowo sformowanej 2 eskadry lwowskiej, uczestnicząc w lotach bojowych i zajmując się obsługą samolotów. Z powodzeniem bombardował pozycje ukraińskie na Cytadeli i Wysokim Zamku. Do końca listopada wykonał 27 lotów – najwięcej z lwowskich obserwatorów. 27 listopada z pilotem Stefanem Stecem poleciał do Warszawy z meldunkiem dla Naczelnika Państwa. Brał następnie udział w dalszych walkach wokół Lwowa, m.in. grupowym nalocie na pozycje ukraińskie pod Kulikowem 14 maja 1919. W czasie walk o Lwów jego matka Katarzyna w domu Toruniów przy ul. Grunwaldzkiej 12 stworzyła miejsce do przebywania dla lotników polskich.
W maju 1919 objął dowództwo III Ruchomego Parku Lotniczego i warsztatów lotniczych we Lwowie (po por. Bastyrze). W sierpniu 1920, z powodu zagrożenia Lwowa przez wojska radzieckie podczas wojny polsko-bolszewickiej, III Park Lotniczy przeniesiono do Krakowa, łącząc go pod dowództwem Torunia z warsztatami II Parku. Został awansowany na stopień majora w korpusie oficerów zawodowych aeronautycznych ze starszeństwem z dniem 1 czerwca 1919. Został komendantem II Parku Lotniczego 2 pułku lotniczego w Krakowie. W maju 1922 podczas lotu z Krakowa do Lwowa miał wypadek lotniczy koło Rzeszowa, w wyniku którego doznał złamania czterech żeber, obrażenia głowy, obojczyka i ręki, wskutek czego podupadł na zdrowiu. 4 października 1922, pozostając oficerem nadetatowym 2 pułku lotniczego, został kierownikiem Centralnych Warsztatów Lotniczych w Warszawie , m.in. przygotowując je do licencyjnej produkcji pierwszych samolotów Hanriot H.28.
Zmarł w nocy z soboty na niedzielę 10 sierpnia 1924 w Szpitalu Ujazdowskim w Warszawie na skutek ciężkich obrażeń wewnętrznych i krwotoku doznanego w następstwie nieszczęśliwego wypadku przy naprawie instalacji elektrycznej w mieszkaniu. Został pochowany we wtorek 12 sierpnia 1924 na Cmentarzu Powązkowskim. Po przeszło 10 latach, 24 listopada 1935 jego szczątki zostały pochowane na Cmentarzu Obrońców Lwowa we Lwowie (pochowany także został wówczas inny lotnik, Stefan Stec). W okresie Ukraińskiej SRR w trakcie profanacji i zrównywania z ziemią Cmentarza Obrońców Lwowa Maria Tereszczakówna (polska działaczka społeczna) wraz z grupą kilku innych osób, w celu ratowania szczątków polskich bohaterów pochowanych na tym cmentarzu przeniosła kilka ciał zasłużonych Polaków (oprócz Władysława Torunia m.in. gen. Tadeusza Jordan-Rozwadowskiego, gen. Wacława Iwaszkiewicza-Rudoszańskiego, dowódcy obrony Lwowa z 1918 Czesława Mączyńskiego, arcybiskupa lwowskiego Józefa Teodorowicza, ks. Gerarda Szmyda, pozostałych twórców polskiego lotnictwa: Stefana Bastyra i Stefana Steca) w inne miejsce pochówków, które w wyniku śmierci bezpośrednich świadków i wcześniejszego braku zainteresowania polskich instytucji do dziś pozostają nieznane (z wyjątkiem miejsca pochówku biskupa Teodorowicza i ks. Szmyda).
Był żonaty. Miał syna, który urodził się pięć dni przed jego śmiercią. Jego szwagrami byli lwowiacy: dziennikarz Stanisław Zachariasiewicz oraz oficerowie kpt. Mieczkowski i por. Marek.
W ramach obchodów 20 rocznicy obrony Lwowa 20 listopada 1938 Rada Miasta Lwowa podjęła uchwałę nazwaniu jego imieniem jednej z ulic miasta.

## Ordery i odznaczenia
- Krzyż Srebrny Orderu Virtuti Militari (udekorowany 17 kwietnia 1921 we Lwowie przez gen. broni Tadeusza Rozwadowskiego)[20]
- Krzyż Niepodległości – pośmiertnie (4 listopada 1933)[21][22]
- Krzyż Walecznych – trzykrotnie
- Krzyż Zasługi
- Krzyż Obrony Lwowa[23]
- Odznaka pamiątkowa „Orlęta”[23]
- Polowa Odznaka Obserwatora[9]
- Srebrny Medal Waleczności 2 klasy – Austro-Węgry (przed 1918)[6]
- Krzyż Pamiątkowy Mobilizacji 1912–1913 – Austro-Węgry (przed 1918)[6]